# چک ۱۳۰
چک ۱۳۰ (به انگلیسی: Chak 130) یک روستا در پاکستان است که در پنجاب واقع شده‌است.